# Norton Personal Firewall
Die Norton Personal Firewall ist bis zur Version 2006 als eigenständiges kommerzielles Produkt erhältlich. Außerdem ist die Personal Firewall Bestandteil des Softwarepakets Norton Internet Security. Dieses enthält neben der Desktop-Firewall ein Antivirenprogramm und einen Spamfilter. Norton Internet Security 2007 ist auf Windows Vista (32 und 64-Bit) und Windows XP (32-Bit) lauffähig und benötigt laut Hersteller mindestens einen mit 300 MHz getakteten Prozessor, 256 MB Arbeitsspeicher und 350 MB freien Speicherplatz auf der Festplatte. Versionen der Norton Personal Firewall existieren für Windows 2000 SP3 und XP (Norton Personal Firewall 2006), für Windows 98 und ME (Norton Personal Firewall 2005) sowie für Mac OS 9 und OS X (Norton Personal Firewall 3.0. for Macintosh).

## Geschichte
Historischer Vorläufer der Norton Personal Firewall ist die Personal Firewall AtGuard von WRQ, die als Freeware zur Verfügung stand. Es bot dem Anwender neben einem durch dialoggeführte Regelerstellung selbstlernenden TCP/IP-Filter, der sich auf Anwendung, Port und Zieladresse abstimmen lässt, zusätzliche Werbe- und Cookie-Filter für das Browsen im World Wide Web. So sind zahlreiche werbeverdächtige HTML-Strings bereits nach der Installation von AtGuard blockiert. Außerdem lassen sich aktive Inhalte wie Scripting, Java und ActiveX domänenspezifisch unterbinden.
Die Anwendung von AtGuard setzt wegen der vielen Feineinstellungsmöglichkeiten Grundkenntnisse im TCP/IP-Protokoll und eine gewisse Einarbeitungszeit voraus, bot aber richtig konfiguriert einen wirksamen Schutz vor Werbung, unerwünschten Eindringlingen und nach Hause telefonierenden Programmen.
Sämtliche Firewall-Regeln und Benutzereinstellungen wurden im Registry-Hive HKEY_LOCAL_MACHINE\SOFTWARE\WRQ\IAM abgelegt und sind somit auf andere Installationen übertragbar.
Obwohl die Rechte durch den Aufkauf nunmehr bei Symantec liegen, finden sich im Netz noch vereinzelt Downloadmöglichkeiten für die anfangs kostenlose Software. Der ursprüngliche Entwickler hat den MD5 Hash (6dea78ce53e564c49e22552f63b16c2e) der letzten von ihm veröffentlichten Version auf seiner inoffiziellen AtGuard Homepage veröffentlicht. Der Dateiname des dazugehörigen Downloads war atgd322u.exe.
Symantec kaufte 1999 AtGuard von WRQ und nannte es in Norton um, welcher von Symantec als Konsumentenmarke benutzt wird. Er geht auf den Hersteller des Norton Commanders, die Firma Peter Norton Computing, zurück, die 1990 von Symantec gekauft wurde.